# Nicola Di Pinto
Nicola Di Pinto (Napoli, 12 giugno 1947) è un attore italiano.

## Biografia
Attore caratterista inizia a recitare in teatro nella seconda metà degli anni sessanta; il successo ottenuto sui palcoscenici richiama su di lui anche l'attenzione del cinema e della televisione, in cui debutta intorno alla seconda metà degli anni settanta. Nonostante la bravura dimostrata fin dalle prime apparizioni, maggiore notorietà arriva solo dopo l'incontro con il regista Giuseppe Tornatore in cui gli propone il ruolo di Alfredo Canale in Il camorrista; da quel momento la carriera di Nicola Di Pinto è stata in continua ascesa, alternandosi sempre tra film e sceneggiati televisivi, senza abbandonare mai il teatro.
Attore tra i preferiti di Giuseppe Tornatore, Nicola Di Pinto è stato diretto dal regista siciliano in quasi tutti i suoi film successivi fino alla metà degli anni duemila. Ha interpretato anche il ruolo di frate Bernardo nella terza e quarta stagione della famosa serie televisiva La piovra. Nel 1998 rimane significativa la sua presenza come guest-star in un episodio de Il maresciallo Rocca 2 (Enigma finale) in cui interpreta il ruolo dell'ambiguo e pericoloso professor Aleppi; tale ruolo rimane importante anche in alcuni episodi successivi della stessa serie perché influenza in modo determinante parte della famiglia del protagonista fino addirittura a essere quasi una presenza "fantasma" nell'ultimo episodio della quinta stagione (Il male ritorna, 2005) in cui Nicola Di Pinto appare in flashback riprendendo l'episodio del 1998.
Nel 2022 fa parte del cast della seconda stagione di The White Lotus, serie TV americana ambientata in Sicilia, nel ruolo di Tommaso, il capitano dello yacht di Quentin.

## Filmografia

Nicola Di Pinto (a sinistra) con Franco Trevisi in Il caso Moro di Giuseppe Ferrara (1986)

### Cinema
- Vergine, e di nome Maria, regia di Sergio Nasca (1975)
- Marcia trionfale, regia di Marco Bellocchio (1976)
- Fuori stagione, regia di Luciano Manuzzi (1980)
- Bim bum bam, regia di Aurelio Chiesa (1981)
- Sogni d'oro, regia di Nanni Moretti (1981)
- Mi manda Picone, regia di Nanni Loy (1984)
- Bianca, regia di Nanni Moretti (1984)
- Segreti segreti, regia di Giuseppe Bertolucci (1985)
- Speriamo che sia femmina, regia di Mario Monicelli (1986)
- Il camorrista, regia di Giuseppe Tornatore (1986)
- Il caso Moro, regia di Giuseppe Ferrara (1986)
- La donna del traghetto, regia di Amedeo Fago (1986)
- Nuovo Cinema Paradiso, regia di Giuseppe Tornatore (1988)
- Se lo scopre Gargiulo, regia di Elvio Porta (1988)
- Scugnizzi, regia di Nanni Loy (1989)
- Pummarò, regia di Michele Placido (1990)
- Stanno tutti bene, regia di Giuseppe Tornatore (1990)
- Ladri di futuro, regia di Enzo Decaro (1991)
- La domenica specialmente, regia di Giuseppe Tornatore, episodio Il cane blu (1991)
- Gli assassini vanno in coppia, regia di Piero Natoli (1992)
- Morte di un matematico napoletano, regia di Mario Martone (1992)
- La corsa dell'innocente, regia di Carlo Carlei (1993)
- Una pura formalità, regia di Giuseppe Tornatore (1994)
- Briganti - Amore e libertà, regia di Marco Modugno (1994)
- Bidoni, regia di Felice Farina (1995)
- L'uomo delle stelle, regia di Giuseppe Tornatore (1995)
- Il figlio di Bakunin, regia di Gianfranco Cabiddu (1997)
- La leggenda del pianista sull'oceano, regia di Giuseppe Tornatore (1998)
- Oltremare - Non è l'America, regia di Nello Correale (1999)
- Vajont, regia di Renzo Martinelli (2001)
- Due amici, regia di Spiro Scimone e Francesco Sfrarmeli (2002)
- Piazza delle Cinque Lune, regia di Renzo Martinelli (2003)
- Il latitante, regia di Ninì Grassia (2003)
- Gli astronomi, regia di Diego Ronsisvalle (2003)
- Segui le ombre, regia di Lucio Gaudino (2004)
- Ventitré, regia di Duccio Forzano (2004)
- Fuoco su di me, regia di Lamberto Lambertini (2006)
- Amore e libertà - Masaniello, regia di Angelo Antonucci (2006)
- La sconosciuta, regia di Giuseppe Tornatore (2006)
- Un ritorno, regia di Ciro D'Emilio – cortometraggio (2013)
- Il camionista, regia di Lucio Gaudino (2016)
- M - Sono solo un ragazzo, regia di Lorenzo D'Amelio (2019)
- I fratelli De Filippo, regia di Sergio Rubini (2021)

### Televisione
- Noi lazzaroni, regia di Giorgio Pelloni – miniserie TV (1978)
- Tre operai, regia di Francesco Maselli – miniserie TV (1980)
- Aeroporto internazionale – serie TV (1985)
- Naso di cane, regia di Pasquale Squitieri – miniserie TV (1986)
- Mino - Il piccolo alpino, regia di Gianfranco Albano – miniserie TV (1986)
- La piovra 3, regia di Luigi Perelli – miniserie TV (1987)
- Il commissario Corso – serie TV (1987)
- La piovra 4, regia di Luigi Perelli – miniserie TV (1989)
- Passioni, regia di Fabrizio Costa – serial TV (1993)
- Il grande Fausto, regia di Alberto Sironi – miniserie TV (1995)
- Il caso Graziosi, regia di Sandro De Santis – film TV (1996)
- Racket, regia di Luigi Perelli – miniserie TV (1997)
- Nessuno escluso, regia di Massimo Spano – miniserie TV (1997)
- Mio padre è innocente, regia di Vincenzo Verdecchi – miniserie TV (1997)
- Il maresciallo Rocca – serie TV, episodio 2x04 (1998)
- Dio ci ha creato gratis, regia di Angelo Antonucci – miniserie TV (1998)
- Nebbia in Valpadana – serie TV (1999)
- Non lasciamoci più – serie TV (1999)
- Un nuovo giorno, regia di Aurelio Grimaldi – film TV (1999)
- Un prete tra noi – serie TV (1999)
- Il compagno, regia di Francesco Maselli – film TV (1999)
- Senso di colpa, regia di Massimo Spano – film TV (2000)
- Amici per la pelle – serie TV (2001)
- Una lunga notte, regia di Ilaria Cirino – film TV (2001)
- Io ti salverò, regia di Mario Caiano – miniserie TV (2002)
- Il commissario – serie TV (2002)
- Salvo D'Acquisto, regia di Alberto Sironi – miniserie TV (2003)
- Diritto di difesa – serie TV (2004)
- La squadra 5 – serie TV (2004)
- La squadra 7 – serie TV (2005)
- La caccia, regia di Massimo Spano – miniserie TV (2005)
- La bambina dalle mani sporche, regia di Renzo Martinelli – film TV (2005)
- Regina dei fiori, regia di Vittorio Sindoni – miniserie TV (2005)
- Orgoglio – serie TV (2004-2006)
- Assunta Spina, regia di Riccardo Milani – miniserie TV (2006)
- Distretto di Polizia – serie TV, episodio 7x10 (2007)
- La stella dei re, regia di Fabio Jephcott – film TV (2007)
- Rino Gaetano - Ma il cielo è sempre più blu, regia di Marco Turco – miniserie TV (2007)
- La mia casa è piena di specchi, regia di Vittorio Sindoni – miniserie TV (2010)
- I bastardi di Pizzofalcone – serie TV, episodi 1x03-1x05 (2017)
- Vincenzo Malinconico, avvocato d’insuccesso – serie TV, 6 episodi (2022)
- The White Lotus – serie TV, 2 episodi (2022)

## Teatro
- Napoli notte e giorno di Raffaele Viviani, regia di Giuseppe Patroni Griffi (1967)
- Caviale e lenticchie di Scarnicci e Tarabusi, regia di Gennaro Magliulo, compagnia di Nino Taranto
- L'astrologo di Giambattista Della Porta, regia di Mico Galdieri, compagnia Ente Teatro Cronaca di Mico Galdieri.
- Il papocchio di Samy Fayad, regia di Gennaro Magliulo, compagnia di Nino Taranto
- Il settimo si riposò di Samy Fayad, regia di Gennaro Magliulo, compagnia di Nino Taranto
- L'imbroglione della scala C, regia di Gennaro Magliulo, compagnia di Nino Taranto
- Vado per vedove di G. Marotta, regia di Gennaro Magliulo, compagnia di Nino Taranto
- La dodicesima notte di William Shakespeare, regia di Armando Pugliese
- Socrate immaginario di Ferdinando Galiani, regia di Armando Bandini
- Socrate immaginario di Ferdinando Galiani, regia di Tato Russo
- Dolore sotto chiave di Eduardo De Filippo, regia di Eduardo De Filippo
- Annella di Porta Capuana, regia di Gennaro Magliulo, compagnia stabile napoletana di Luisa Conte (1971)
- Masaniello di Elvio Porta e Armando Pugliese, regia di Armando Pugliese (1975-1976)
- Troilo e Cressida di William Shakespeare, regia di Roberto Guicciardini (1976-1977)
- La gnoccolara di Pietro Trinchera, regia di Mico Galdieri, compagnia Ente Teatro Cronaca di Mico Galdieri (1977)
- Circo equestre Sgueglia di Raffaele Viviani, regia di Armando Pugliese (1977)
- I vermi, ovvero malavita napoletana di Federico Mastriani, regia di Armando Pugliese (1977)
- Nota' Pettolone di Pietro Trinchera, regia di Mico Galdieri, compagnia Ente Teatro Cronaca di Mico Galdieri (1978)
- Il convitato di pietra ovvero Don Giovanni e il suo servo Pulcinella di Molière, regia di Angelo Savelli, compagnia di teatro Pupi & Fresedde (1980-1981)
- La donna è mobile di Vincenzo Scarpetta, regia di Eduardo De Filippo, compagnia di teatro Luca De Filippo (1980-1981)
- Lo sconosciuto di nome Isabella, regia di Angelo Savelli, compagnia di teatro Pupi & Fresedde (1983)
- La resistibile ascesa di Arturo Ui di Bertolt Brecht, regia di Giancarlo Sepe (1983)
- L'amore delle tre melarance, regia di Angelo Savelli, La compagnia di teatro Pupi e Fresedde (1984)
- L'imbroglione onesto di Raffaele Viviani, regia di Gennaro Magliulo, compagnia di Nino Taranto (1985)
- Come finì don Ferdinando Ruoppolo di e regia di Luigi De Filippo (1986-1987)
- Fatto di cronaca di Raffaele Viviani, regia di Maurizio Scaparro, cooperativa teatrale Gli Ipocriti (1987-1988)
- La palla al piede di Georges Feydeau, regia di Armando Pugliese (1988-1989)
- L'ispettore generale di Nikolaj Nikolaj Gogol'', regia di Roberto Guicciardini (1989)
- Aida di Antonio Petito, regia di Armando Pugliese (1989)
- Scorzetta di limone di Gino Rocca, regia di Eduardo De Filippo, compagnia di teatro di Luca De Filippo (1990)
- Le bugie con le gambe lunghe di Eduardo De Filippo, regia di Giancarlo Sepe (1992)
- Sogno di una notte di mezza estate di William Shakespeare, regia di Tato Russo (1994-1995)
- Borderò di Vincenzo Cerami, compagnia della Luna (1994-1995)
- Il contratto di Eduardo De Filippo, regia di Luca De Filippo (1994-1995)
- Penziere mieje di Eduardo De Filippo, con Luca De Filippo, Angela Pagano, Nicola Di Pinto (1995-1996)
- Uomo e galantuomo di Eduardo De Filippo, regia di Luca De Filippo (1995-1996)
- L'amico del cuore di e regia di Vincenzo Salemme (1996-1997)
- L'astrologo di G. B. Della Porta, regia di Mico Galdieri, compagnia Ente Teatro Cronaca di Mico Galdieri (1988)
- Natale in casa Cupiello di Eduardo De Filippo, regia di Carlo Giuffrè (2000)
- Annibale di Annibale Ruccello, regia di Mario Missiroli (2001)
- La bisbetica domata di William Shakespeare, regia di Alessandro Capone (2002)
- Pulcinella di Manlio Santanelli, regia di Maurizio Scaparro, compagnia Gli Ipocriti (2002)
- Prego signora, si spogli! di Rosario Imparato, regia di Antonio Ferrante, compagnia Laboratorio Flegrei (2005)
- Mal'aria - musical di Bruno Garofalo e Karima A. Campanelli, regia di Bruno Garofalo (2006)
- Bene e male - musical di e regia di Girolamo Marzano (2007)
- Come si rapina una banca di Samy Fayad, regia di Antonio Ferrante (2007)
- Filumena Marturano di Eduardo De Filippo, regia di Luca De Filippo (2008)
- Questi fantasmi! di Eduardo De Filippo, regia di Marco Tullio Giordana (2018)

## Riconoscimenti
- Al Napoli Film Festival 2005 Nicola Di Pinto ritira il Vesuvio Award per i cento anni della Titanus.
- Un riconoscimento di merito alla carriera di attore gli è stato conferito dall'Accademia di Musica "W. A. Mozart" di Taranto, nel febbraio 2005